# Xochiltepec
Xochiltepec es una localidad del estado mexicano de Puebla. Es cabecera del municipio de Xochiltepec.

## Demografía
| Censo | Población |
| ----- | --------- |
| 1900  | 1 094     |
| 1910  | 1 285     |
| 1921  | 1 084     |
| 1930  | 1 098     |
| 1940  | 1 031     |
| 1950  | 1 199     |
| 1960  | 1 132     |
| 1970  | 1 785     |
| 1980  | 2 396     |
| 1990  | 1 738     |
| 1995  | 1 599     |
| 2000  | 1 540     |
| 2005  | 1 332     |
| 2010  | 1 385     |
| 2020  | 1 382     |